# Локомотив (станция МЦК)
Локомоти́в — остановочный пункт Малого кольца Московской железной дороги, обслуживающий маршрут городского электропоезда — Московское центральное кольцо. Расположен в границах грузовой железнодорожной станции Черкизово. В рамках транспортной системы Московского центрального кольца обозначается как «станция», хотя сама платформа в отличие от исторической станции Черкизово не является железнодорожной станцией ввиду отсутствия собственного путевого развития.
Открыт 10 сентября 2016 года вместе с открытием пассажирского движения электропоездов МЦК. Назван по стадиону «Локомотив».
Платформа оборудована турникетами, имеет переход на Восточный вокзал и станцию метро «Черкизовская» Сокольнической линии Московского метрополитена.
Входит в ТПУ Черкизово.

## Расположение и пересадки
Располагается в границах станции Черкизово между Черкизовским парком (в Черкизове) и промзоной на западе Гольянова (в Колошине), в непосредственной близости от станции метро «Черкизовская», на которую имеет прямую крытую пересадку. Во время проведения домашних матчей ФК «Локомотив Москва» крытый переход работает только на пересадку с МЦК на метро. При этом бестурникетная пересадка между метрополитеном и МЦК отсутствует. Пассажиры метрополитена и МЦК могут пересаживаться между линиями с осуществлением билетного контроля, но без дополнительного списывания поездки в течение 90 минут с момента первого прохода, если пассажир сохранил и при пересадке приложил билет, использованный им ранее для входа.

## Пассажиропоток
Из 31 станции МЦК Локомотив занимает десятое место по популярности. В 2017 году средний пассажиропоток по входу и выходу составил 21 тыс. чел. в день и 641 тыс. чел. в месяц.

## Технические особенности
Пассажирский остановочный пункт МЦК включает в себя две высокие береговые платформы с полукруглыми навесами. Вход на платформы осуществляется как через новый кассово-турникетный вестибюль белого цвета, интегрированный с надземным переходом, так и через старый совмещённый наземный кассовый вестибюль станции метрополитена «Черкизовская», в который был встроен надземный пешеходный переход и эскалаторы. Оба вестибюля расположены с внутренней стороны кольца, выход к платформам осуществляется с южной стороны. При входе через новый вестибюль проход к платформе электропоездов, курсирующих против часовой стрелки, осуществляется напрямую без перехода между уровнями.
Турникеты начали действовать с 11 октября 2016 года по окончании бесплатного месяца функционирования МЦК. Для осуществления прохода и гашения поездок они используют единые транспортные карты Московского транспорта, используемые также для проезда в метрополитене и наземном городском транспорте.

## В составеТПУ
В 2018 году было запланировано строительство на станции северного терминала для связки с северным вестибюлем станции метро «Черкизовская». Северный терминал был открыт 29 мая 2021 года одновременно с Восточным вокзалом, который строился с 2020 года для поездов, перенаправленных с Курского вокзала.

Восточный вокзал имеет конкорс, объединяющий его с терминалом МЦК и станцией метрополитена, и две железнодорожные платформы — высокую островную и низкую для приёма поездов типа «Стриж» из Нижнего Новгорода, а также поездов из Иванова. Мини-вокзал разгрузил Курский вокзал и, таким образом, он участвует в проектах МЦД-2 и МЦД-4, выполняя роль транзитного хаба для движения поездов на восток.

## Режим работы
На платформе останавливаются все поезда городской электрички, ежедневно курсирующие с 5:30 до 1:00. Интервал движения электропоездов в часы пик составляет 4 минуты, в остальное время — 8 минут. На входе имеются турникеты, которые осуществляют контроль оплаты проезда по билетам, единым с Московским метрополитеном.

## Наземный общественный транспорт
На этой станции можно пересесть на следующие маршруты городского пассажирского транспорта:
- Автобусы: м60, м60к, е66, 34, 34к, 171, 230, 372, 469, 552, 619, 674, т32, н15

## Галерея
| - Платформы 12 марта 2016 года - Совмещённый вестибюль метрополитена и МЦК - Новый вестибюль МЦК с пешеходным переходом к платформам - Кассы и эскалаторы к пешеходному мосту в совмещённом вестибюле - Надземный пешеходный переход, вид изнутри |